# لويجي كاستيجليون
لويجي كاستيجليون (بالإيطالية: Luigi Castiglione)‏ (مواليد 8 أبريل 1967) هو ملاكم إيطالي، مثّل بلاده في الألعاب الأولمبية الصيفية 1992.

## روابط خارجية
لويجي كاستيجليون على موقع بوكس ريك (الإنجليزية) (registration required)
- لويجي كاستيجليون على موقع أوليمبيديا (الإنجليزية)
- لويجي كاستيجليون على موقع CONI honoured athlete website (الإيطالية)